# Marco Zamparella
Marco Zamparella (San Miniato, 1 d'octubre de 1987) és un ciclista italià, professional des del 2013 i actualment a l'equip Amore & Vita-Selle SMP.

## Palmarès
- 2012
  - 1r a la Florència-Empoli
- 2016
  - Vencedor de 2 etapes a la Volta al Táchira
- 2017
  - 1r al Memorial Marco Pantani